# 安格爾西島 (英國國會選區)
安格爾西島（英文，1983年前英文稱為），英國國會一郡選區，位於威爾斯西北部的安格爾西島，並包括霍利島。始設於1545年。
本區自2001年由工黨的阿爾伯特·歐文任當區下議院議員，2010年大選中他以33.4%選票勝出該區二度連任，直至2019年末敗予保守黨候選人。